# Hans-Werner Fischer-Elfert
Hans-Werner Fischer-Elfert (né le 2 septembre 1954) est un professeur d'égyptologie allemand à l'Institut für Ägyptologie de l'université de Leipzig, en Allemagne. Il a obtenu son doctorat, rédigé sous la direction du professeur Wolfgang Helck, à l'université de Hambourg. Il a notamment participé à la rédaction du « Lexikon der Ägyptologie ». Ses recherches portent sur la littérature, la religion, la médecine et la magie de l'Égypte antique.